# Austin Allegro
O Austin Allegro é um automóvel do segmento C fabricado pela divisão Austin-Morris da British Leyland (BL) de 1973 a 1982. O mesmo veículo foi construído na Itália pela Innocenti entre 1974 e 1975 e vendido como Innocenti Regent. O Allegro foi projetado para substituir os modelos Austin 1100 e 1300. No total, 642.350 Austin Allegro foram produzidos durante sua vida útil de produção de 10 anos, a maioria dos quais foram vendidos no mercado interno, menos de um terço dos 2,1 milhões de 1100 e 1300 vendidos nos 11 anos anteriores.
Foi construído e vendido pela British Leyland junto com o hatchback Austin Maxi (lançado em 1969) e o Morris Marina de 1971 com tração traseira. Todos os três foram substituídos pelo Austin Maestro em 1983.

## Design
A British Leyland usou um design de sedã para o Allegro em vez de um hatchback, já que a empresa havia decidido que o Austin Maxi deveria ser o único hatchback da empresa.

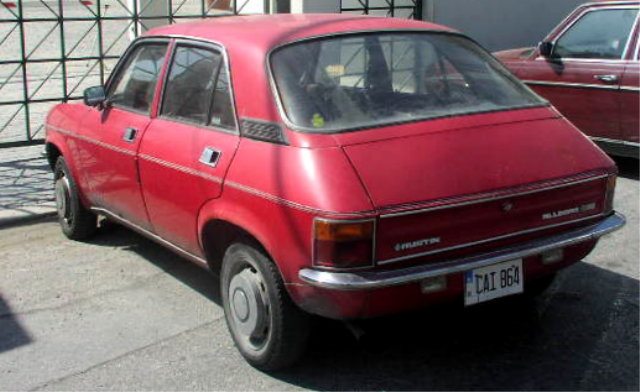
Traseira de um Allegro exportado

O Allegro utilizava tração dianteira, com o conhecido motor da Série A com transmissão montada no cárter. Os modelos com especificações mais altas utilizavam o motor SOHC da Série E do Maxi, com cilindradas de 1500 cc e 1750 cc. A carroceria do sedã de dois volumes era suspensa pelo novo sistema Hydragas (derivado do sistema Hydrolastic anterior usado no 1100/1300).

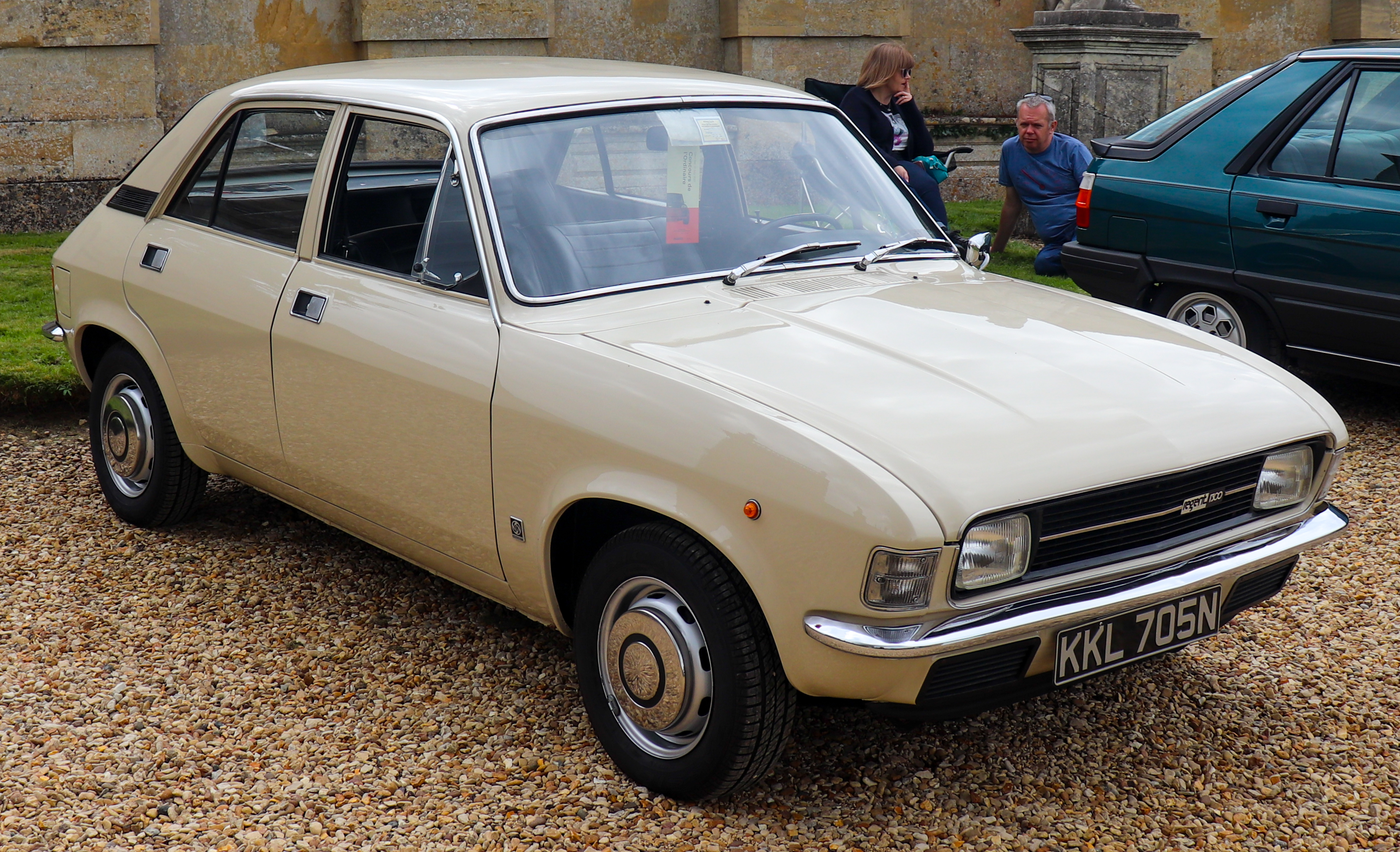
O Allegro foi montado pela Innocenti na Itália, onde recebeu o emblema de Innocenti Regent.

Em termos de estilo, o carro ia contra as tendências de estilo arrojado, em grande parte lideradas pelo designer italiano Giorgetto Giugiaro, que estavam se tornando moda, e apresentava painéis arredondados. A proposta original de estilo, de Harris Mann, tinha o mesmo formato esguio e em forma de cunha do Princess, mas como a administração da British Leyland, preocupada em controlar custos, queria instalar o motor da Série E e o volumoso sistema de aquecimento do Marina, tornou-se impossível incorporar a linha baixa do capô como previsto: a carroceria começou a parecer cada vez mais inchada e atarracada. Isso foi aceitável para a BL, no entanto, que, de acordo com o livro de Jeff Daniels, British Leyland, The Truth About The Cars, publicado em 1980, queria seguir a abordagem da Citroën de combinar tecnologia avançada com um estilo que fugisse das tendências tradicionais para criar modelos "atemporais" duradouros. Seu formato fora de moda, portanto, não era um problema para a empresa. O carro final tinha pouca semelhança com o conceito original de Mann, que havia sido concebido originalmente como uma nova versão do 1100/1300.

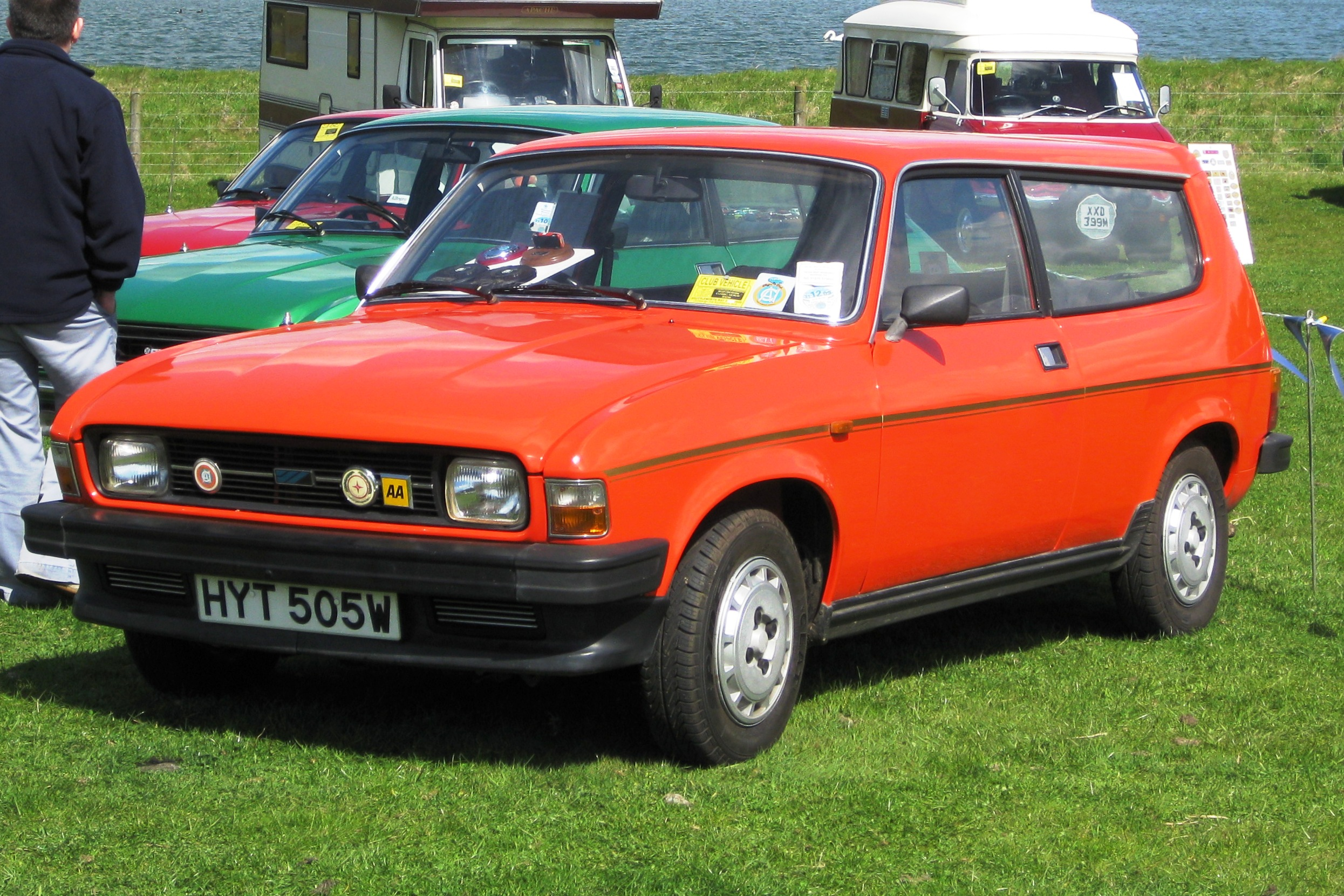
Os compradores do Allegro que preferissem um carro com porta traseira tinham que optar pela perua (vista aqui no estilo de reestilização pós-1979).

Com o Allegro, a BL evitou toda a extensão da badge engineering que havia definido o marketing de seu antecessor, o BMC ADO16, vendido principalmente como Austin, embora fosse identificado por quase todas as marcas de propriedade da BMC/BL. Mesmo assim, lançou em setembro de 1974 um Allegro de luxo, denominado Vanden Plas 1500/automatic. Este apresentava uma grade frontal proeminente e um interior aprimorado por uma série de modificações projetadas para atrair clientes com inclinação tradicional, incluindo: bancos especiais revestidos em couro legítimo, com encostos reclináveis; carpetes de pelo alto; isolamento acústico extra; um novo painel de instrumentos em nogueira; mesas dobráveis em nogueira para os passageiros traseiros; forro do teto em nylon; e, para a bagagem, um porta-malas totalmente aparado. Em 1974, época em que o preço inicial do Austin Allegro no Reino Unido era de £ 1.159, a BL estava cotando, no lançamento, um preço de tabela de £ 1.951 para o Vanden Plas 1500. O nome Allegro não foi usado nesta versão.
Os primeiros modelos do Allegro apresentavam um volante "quártico", retangular com laterais arredondadas. Isso era anunciado como permitindo espaço extra entre a base do volante e as pernas do motorista. O volante quártico era impopular e foi descontinuado em 1974, quando o modelo SS foi substituído pelo HL. O VP 1500 nunca foi lançado com um, apesar de constar no manual do proprietário. Apesar de esse recurso ter aparecido apenas em alguns modelos por um tempo limitado, o Allegro sempre foi associado à crítica de que "tinha um volante quadrado". Agora, ele poderia ser visto como um carro à frente de seu tempo, já que hoje muitos carros têm volantes quadrados na parte inferior e alguns carros de Fórmula 1 têm volantes quadrados. Alguns outros carros BL desse período foram equipados com um volante semi-quártico, como o Rover SD1.
Em abril de 1975, uma versão perua de três portas foi adicionada à linha. O Allegro saía da linha de produção com o mesmo volante convencional do Morris Marina, embora a empresa tenha esperado até o início de junho de 1975 para anunciar, discretamente, o fim do volante quádruplo do Allegro, presumivelmente para dar tempo aos carros mais antigos de saírem da rede de vendas e distribuição. Semelhante ao sedã de duas portas, a perua Allegro tinha uma linha horizontal decorativa que corre ao longo das laterais e também contava com um limpador de para-brisa traseiro. O estepe ficava alojado sob o assoalho de carga traseiro. Ela só esteve em produção por cerca de 100 dias antes da chegada do modelo Série 2, tornando a perua Allegro Série 1 mais rara do que a maioria dos outros modelos da linha.